# Viktoria Helgesson

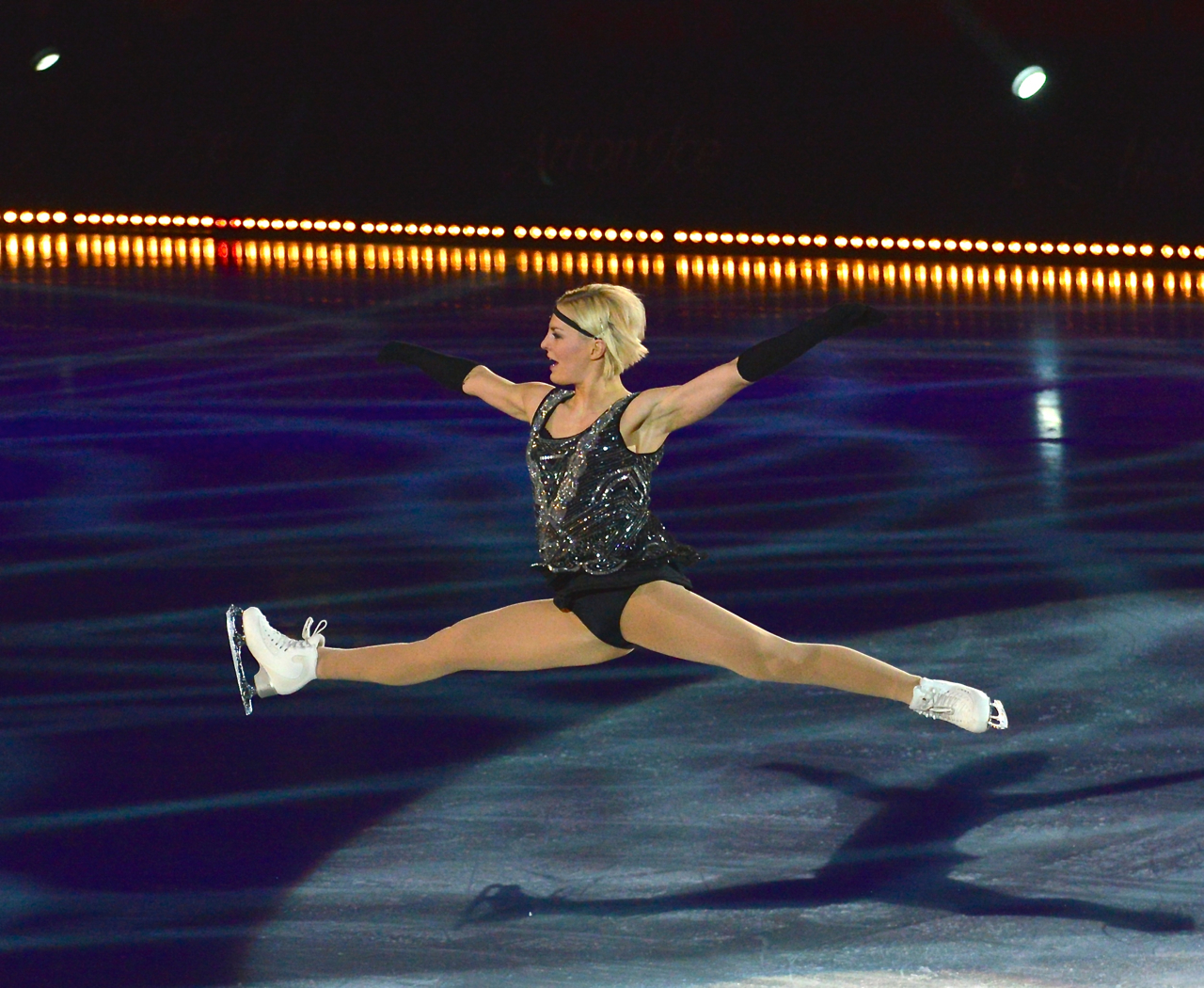
Viktoria Helgesson under Art on Ice i Globen 2014.

Hanna Viktoria Helgesson, född 13 september 1988 i Tibro i dåvarande Skaraborgs län, är en svensk konståkare. Hon har vunnit SM i konståkning åtta gånger och i EM som bäst slutat på femte plats (tre gånger). Systern Joshi Helgesson är även hon framgångsrik konståkare.

## Karriär
Viktoria Helgesson har vid åtta tillfällen vunnit SM i konståkning (2007–2012, 2014–2015). Hon vann dessförinnan junior-SM 1999–2006.
Helgesson kom på 18:e plats vid EM 2008 och blev 17:e år 2009. Vid världsmästerskapen 2008 blev hon 18:e. Hon har vunnit nordiska mästerskapen 2007–2010 och 2012. Helgesson placerade sig på en sjätteplats vid EM 2011 i Bern (fyra efter korta programmet) och blev därmed den bästa svenskan sedan 1937, då Vivi-Anne Hultén tog ett VM-brons. År 2011 tog hon som första svenska en pallplats i konståkningens grand prix-tävlingar genom en tredjeplats i den amerikanska tävlingen Skate America. Samma år deltog hon också i grand prix-tävlingen Trophée Eric Bompard, där hon slutade femma. 2012, 2013 och 2015 slutade Helgesson femma även på EM.
Viktoria Helgesson avslutade den professionella karriären 2015.
Hennes yngre syster, Joshi Helgesson, blev svensk juniormästare 2007 och 2008, svensk mästare 2012 och nordisk mästare 2014.